# Loïzos Kakogiannīs
Loïzos Kakogiannīs (in greco Λοϊζος Κακογιάννης?; Limassol, 2 maggio 1981) è un ex calciatore cipriota, di ruolo difensore.

## Carriera

### Club
Ha giocato nella massima serie cipriota con varie squadre.

### Nazionale
Ha esordito con la nazionale cipriota nel 2004, giocando 6 partite fino all'anno successivo.